# Busnago
Busnago ist eine Gemeinde mit 6872 Einwohnern (Stand 31. Dezember 2023) in der italienischen Provinz Monza und Brianza, Region Lombardei.
Die Nachbarorte von Busnago sind Cornate d’Adda, Mezzago, Trezzo sull’Adda, Bellusco, Roncello, Grezzago und Trezzano Rosa.

## Demografie
Busnago zählt 1936 Privathaushalte. Zwischen 1991 und 2001 stieg die Einwohnerzahl von 3789 auf 4576. Dies entspricht einem prozentualen Zuwachs von 20,8 %.